# Ioan Croft
Ioan Croft es un deportista británico que compite por Gales en boxeo. Ganó una medalla de bronce en el Campeonato Europeo de Boxeo Aficionado de 2022, en el peso wélter.

## Palmarés internacional
| Representando a Gales |                  |                   |           |
| Campeonato Europeo    |                  |                   |           |
| Año                   | Lugar            | Medalla           | Categoría |
| 2022                  | Ereván (Armenia) | Medalla de bronce | 67 kg     |